# Stojan Jankułow
Stojan Jankułow (bułg. Стоян Янкулов), znany także jako Stundżi (bułg. Стунджи) (ur. 10 września 1966 w Elinie Pelinie) – bułgarski perkusjonalista i piosenkarz muzyki folkowej, trzykrotny reprezentant Bułgarii w Konkursie Piosenki Eurowizji: w duecie z Elicą Todorową w 2007 i 2013 roku, oraz jako członek Intelligent Music Project w 2022 roku.

## Edukacja
Stojan Jankułow ukończył naukę w Szkole Muzycznej im. Ljubomira Pipkowa w Sofii oraz w Narodowej Akademii Muzycznej im. Panczo Władigerowa na kierunku perkusjonaliów.

## Kariera muzyczna
W wieku ośmiu lat zaczął uczyć się gry na fortepianie. Jako dziesięciolatek został perkusistą lokalnego zespołu z Elin Pelin. W tym czasie założył także własną grupą o nazwie Astronaks, w której grał na perkusji. W repertuarze zespołu znalazły się utwory takich wykonawców, jak m.in. Kiss, Deep Purple czy Uriah Heep. Potem został muzykiem w zespole jazzowym Takt, w którym grał razem z pianistą Jaworem Dimitrowem, basistą Mirosławem Janewem i gitarzystą Ewgenijem Simeonowem. W czasie studiów dołączał do Big Bandu Bułgarskiego Radia Narodowego, w którym występował przez siedem lat. W 1994 roku został członkiem zespołu Zone C, w którym grał przez kolejne pięć lat. 

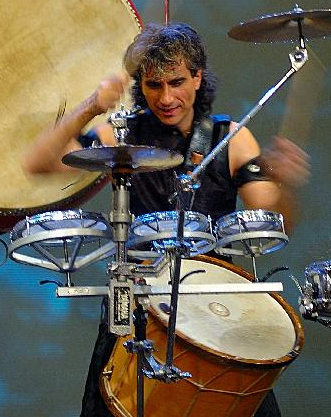
Jankułow podczas występu w 52. Konkursie Piosenki Eurowizji w 2007 roku

W 2000 roku wyruszył w trasę koncertową do Kanady, gdzie poznał piosenkarkę i perkusjonalistkę Elicę Todorową. W 2003 roku para zdecydowała się zacząć współpracę, a w 2004 roku wydali swój pierwszy wspólny album zatytułowany Drumboy, na którym gościnnie pojawili się także m.in. klarnecista Iwo Papazow oraz kavalista Theodosii Spassov.
W 2005 roku Jankułow otrzymał statuetkę Złotej Liry Unii Bułgarskich Muzyków i Tancerzy w kategorii jazzowej. W marcu 2006 roku nagrał album studyjny zatytułowany Closer we współpracy z pianistą Antonim Donczewem i rosyjskim saksofonistą Anatolijem Wapirowem. W styczniu 2007 roku trio nagrało drugą płytę pt. Splinters of Emotions.
W tym samym roku Jankułow i Todorowa zgłosili się do udziału w krajowych eliminacjach eurowizyjnych z utworem „Water”. Pod koniec lutego wygrali finał selekcji po zdobyciu ponad 31 tys. głosów telewidzów, dzięki czemu zostali wybrani na reprezentantów Bułgarii w 52. Konkursie Piosenki Eurowizji organizowanym w Helsinkach. 10 maja wystąpili jako pierwsi w kolejności w półfinale widowiska i z szóstego miejsca awansowali do finału, w którym zajęli ostatecznie piąte miejsce ze 157 punktami na koncie, w tym m.in. z maksymalną notą 12 punktów od Grecji.
W marcu 2010 roku ukazała się pierwsza płyta kompilacyjna duetu zatytułowana Water, która zawierała trzydzieści utworów, z czego piętnaście w języku bułgarskim i piętnaście w języku angielskim. 

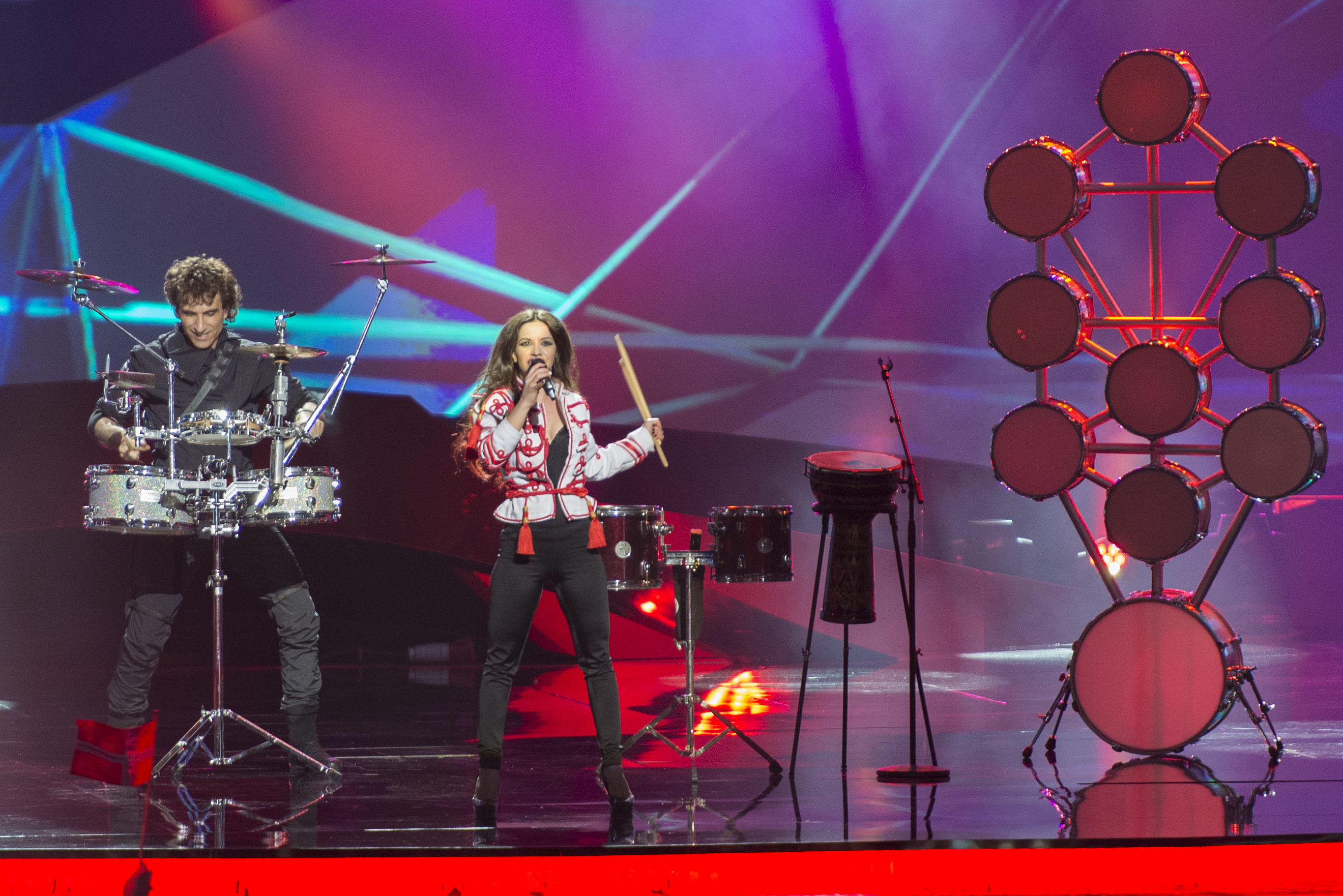
Jankułow i Elica Todorowa podczas występu w 58. Konkursie Piosenki Eurowizji w 2013 roku

W lutym 2013 roku Bułgarska Telewizja Narodowa (BNT) ogłosiła, że Jankułow i Todorowa zostali wybrani wewnętrznie na reprezentantów Bułgarii w 58. Konkursie Piosenki Eurowizji organizowanym w Malmö. Na początku marca duet wystąpił podczas specjalnego koncertu selekcyjnego, w trakcie którego wykonał trzy utwory – „Dzupai, libe boso”, „Kismet” i „Samo szampioni”. Ostatecznie dwie ostatnie propozycje zajęły pierwsze miejsce, a zwycięską piosenką ogłoszono „Kismet”, która zdobyła większe poparcie jurorów. Tydzień później krajowy nadawca ogłosił zmianę konkursowego utworu na „Samo szampioni” z powodu nieporozumień związanych z prawami autorskimi do utworu. 16 maja para wystąpiła w drugim półfinale konkursu i zajęła ostatecznie dwunaste miejsce z 45 punktami na koncie, przez co nie awansowała do finału.
W marcu 2014 roku ukazał się drugi album studyjny duetu zatytułowany Bulgarian Champions.

## Dyskografia
| - Drumboy (2004; z Elicą Todorową) - Closer (2006; z Donczewem i Wapirowem) - Splinters of Emotions (2007; z Donczewem i Wapirowem) - Bulgarian Champions (2014; z Elicą Todorową) | - Water (2010; z Elicą Todorową) |